# Erik Rosén (företagare)
Bror Erik Alfred Rosén, född 29 januari 1924 i Emmaboda, död i oktober 2009 i Mörbylånga, var en svensk företagsledare.
Erik Rosén var son till Alfred Rosén och Lisa Theander (1891–1992) och växte upp i Kosta. Han tog studentexamen i Växjö och utbildade sig till civilekonom på Handelshögskolan i Göteborg. Ägaren till Boda glasbruk, Eric Åfors, tog därefter 1947 initiativ till att Erik Rosén skulle, vid 23 års ålder, bli delägare och chef för bruket. Med satsning på formgivning, först genom Erik Höglund, sedan också andra konstnärer, från tidigt 1950-tal blev Boda glasbruks satsning på design en stor framgång. Erik Rosén blev så småningom chef också för Åfors och Kosta glasbruk i Åforsgruppen AB, sedermera Kosta Boda AB från 1975, efter det att Uppsala Ekeby köpt företaget. 
Han var också chef för Johansfors glasbruk, Skrufs glasbruk och Målerås glasbruk.

## Utmärkelser
- Kommendör av Vasaorden, 3 december 1974.[2]

## Media
- Christian Falk: Glasformgivarna och brukspatronen, TV-dokumentör, 2007